# Freesia × hybrida
Freesia × hybrida es la flor de la "Fresia" cultivada de los jardines. Se trata de un híbrido complejo basado en hibridaciones interespecificas entre Freesia refracta, F. leictlinii,  F. corymbosa y otras especies del género, de la cual se han obtenido centenas de cultivares comerciales.
Los cultivares modernos son tetraploides y exhiben flores simples o dobles, de colores brillantes (blanco puro, amarillo, rosa, anaranjado, rojo y azul), a pesar de que la fragancia en ellos es menos intensa que en las especies originales.